# Brudne sprawy
Brudne sprawy (oryg. Dirty) – film z 2005 roku w reżyserii Chrisa Fishera.

## Obsada
- Cuba Gooding Jr. – Oficer Salim Adel
- Clifton Collins Jr. – Oficer Armando Sancho
- Cole Hauser – Porucznik
- Wyclef Jean – Baine
- Keith David – Kapitan Spain
- Wood Harris – Brax
- Robert LaSardo – Roland
- Lobo Sebastian – Manny
- Taboo – Ramirez
- Khleo Thomas – Splooge
- Aimee Garcia – Rita
- Nicholas Gonzalez – Oficer Rodriguez
- Judy Reyes – Bryant